# Dolinata na reka Batova
Dolinata na reka Batova este o arie protejată (arie specială de conservare — SAC, sit de importanță comunitară — SCI) din Bulgaria întinsă pe o suprafață de 18.459,23 ha, integral pe uscat.

## Localizare
Centrul sitului Dolinata na reka Batova este situat la coordonatele 43°22′35″N 27°55′34″E / 43.3764°N 27.9261°E.

## Înființare
Situl Dolinata na reka Batova a fost declarat sit de importanță comunitară în decembrie 2007 pentru a proteja 1 specie de plante și 28 de specii de animale. Situl a fost protejat și ca arie specială de conservare în august 2021.

## Biodiversitate
Situată în ecoregiunea Marea Neagră, aria protejată conține 13 habitate naturale: Dune mobile cu vegetație embrionară, Dune mobile de-a lungul țărmului cu Ammophila arenaria („dune albe”), Dune împădurite din regiunile atlantică, continentală și boreală, Pajiști carstice calcaroase sau bazofile, de Alysso-Sedion albi, Pajiști uscate seminaturale și facies de acoperire cu tufișuri pe substraturi calcaroase (Festuco-Brometalia) (* situri importante pentru orhidee), Stepe ponto-sarmatice, Păduri de fag din Europa Centrală dezvoltate pe sol calcaros cu Cephalanthero-Fagion, Păduri aluvionare cu Alnus glutinosa și Fraxinus excelsior (Alno-Padion, Alnion incanae, Salicion albae), Păduri mixte riverane de Quercus robur, Ulmus laevis și Ulmus minor, Fraxinus excelsior sau Fraxinus angustifolia, de-a lungul marilor râuri (Ulmenion minoris), Păduri panonice cu Quercus petraea și Carpinus betulus, Păduri panonice cu Quercus pubescens, Păduri stepice euro-siberiene cu Quercus spp., Păduri de tei argintiu moezice.
La baza desemnării sitului se află mai multe specii protejate:
- plante (1): Himantoglossum caprinum
- amfibieni (1): Triturus karelinii
- mamifere (15): vidră de râu (Lutra lutra), hamster românesc (Mesocricetus newtoni), liliac cu aripi lungi (Miniopterus schreibersii), dihor de stepă (Mustela eversmanii), liliac cu urechi mari (Myotis bechsteinii), liliac cu urechi de șoarece (Myotis blythii), liliac cu picioare lungi (Myotis capaccinii), liliac cărămiziu (Myotis emarginatus), liliac comun (Myotis myotis), liliacul mediteranean cu potcoavă (Rhinolophus euryale), liliacul mare cu potcoavă (Rhinolophus ferrumequinum), liliacul mic cu potcoavă (Rhinolophus hipposideros), liliacul cu potcoavă a lui méhely (Rhinolophus mehelyi), popândău (Spermophilus citellus), dihor pătat (Vormela peregusna)
- nevertebrate (6): croitorul mare al stejarului (Cerambyx cerdo), rădașcă (Lucanus cervus), croitorul cenușiu al stejarului (Morimus funereus), Rosalia alpina, Vertigo angustior, Vertigo moulinsiana
- pești (2): Barbus bergi, zvârluga (Cobitis taenia)
- reptile (4): Elaphe sauromates, țestoasa de baltă (Emys orbicularis), Testudo graeca, țestoasă bănățeană (Testudo hermanni)

Pe lângă speciile protejate, pe teritoriul sitului au mai fost identificate 22 de specii de plante, 4 specii de amfibieni, 11 specii de mamifere, 7 specii de nevertebrate, 7 specii de pești, 11 specii de reptile.